# Cercetașii României
Cercetaşii României (rumunsky "Rumunští skauti", v plném znění Organizaţia Naţională Cercetării României - "Národní organizace rumunských skautů") je primární národní skautská organizace v Rumunsku. Založena byl v roce 1913, stala se členem Světové organizace skautského hnutí (WOSM) v roce 1993.
Koedukovaná Cercetașii României měla 3,500 členů v roce 2014.

## Historie
Rumunsko bylo zakládajícím členem WOSM, který formálně měl skauty v letech 1913 až 1937. V roce 1913 byla v Rumunsku založena první neformální jednotka skautů pod vlivem Baden-Powellova "Skauting pro chlapce" vznikla v Gheorghe Lazărská střední škole Dimitrie Dimăncescua, jeho bratrem, Ioanem Dimăncescu a spolužáky. Princ Carol by se stal prvním vůdcem. Jiní se připojili k rozšíření povědomí o skautském hnutí (Gheorghe Munteanu-Murgoci, Alexandr Borze, Vladimír Ghidionescu, Constantina Costa-Foru, Nicolae Iorga, Ion G. Duca a plukovník Grigore Berindei) který se seznámil se skautskými hnutími ve Spojeném království, Francii, Belgii a Německu.
Překlad knihy "Scouting for Boys" do rumunštiny byl vydán v roce 1915. Tentýž rok došlo k oficiálnímu založení organizace "Cercetaşii României", při této příležitosti poslal lord Baden-Powell blahopřání, s výzvou, aby se skauting přizpůsobil místní situaci. Členská základna v Rumunsku rychle rostla.
Během první světové války byli Rumunští skauti velmi aktivní v obranných činnostech. Ecaterina Teodoroiu vedla hlídku skautů a skautek a byla zaměstnána jako zdravotní sestra, než vstoupila do rumunské armády a zemřela jako hrdinka. Mnoho skautů, kteří pomohli při přepravě raněných, bylo zabito během leteckých útoků. 29. září 1916 poslal Baden-Powell poselství vyjadřující lítost skautům za smrt jejich spoluobčanů. Na konci války skauti pochodovali v přední části Vítězného průvodu pod Vítězným obloukem v Bukurešti.
V roce 1920 bylo na prvním Světovém jamboree v Londýně přítomno 67 rumunských skautů a jejich vůdcové. Před druhou světovou válkou se skautské hnutí dále rozvíjelo: ve městech a na vesnicích vzniklo mnoho oddílů, zorganizovalo se mnoho táborů, společenských akcí, expedic a bylo vydáno velké množství časopisů, literárních spisů a pedagogických studií pro skauty a jejich náčelníky. V té době byl jedním z oddaných skautů filozof Mircea Eliade.
V roce 1930 se uskutečnilo první rumunské jamboree v přítomnosti Huberta Martina a mnoha delegací skautů a skautek z jiných zemí. "V tomto okamžiku měla organizace v Rumunsku 45 000 členů a organizace skautek měla 14 000 členek. Náčelníkem skautek byla princezna Ileana, dcera královny Marie.
S rostoucím ovlivněním fašismem ve třicátých letech 20. století se rumunští skauti oficiálně hlásili k jejich apolitickému charakteru, jen aby byli v roce 1937 nahrazeni organizací totalitních Străjeria jako část diktátorských opatření iniciovaných králem Rumunska Karlem II. (vedle vytvoření Národní renesanční fronty). Po druhé světové válce došlo k pokusům o obnovení skautského hnutí v Rumunsku, ale vznik komunistického režimu přinesl zákaz všech alternativních mládežnických organizací, nahrazených Pioneerem a Union of Communist Youth.
Po rumunské revoluci 1989 bývalí skauti a jiní pomohli k oživení skautingu v Rumunsku. "Cercetaşii României" byla znovu založen v roce 1991 a v roce 1993 získal uznání Světovým úřadem WOSM. V roce 2006 je však pouze 2 000 registrovaných skautů.

## Program a idea
- Lupișori: Vlčata - 7 až 10
- Temerari: Pionýří/Skauti - 12 až 14
- Exploratori: Průzkumníci/Ventureři - 15 až 18
- Seniori: Oldskauti/Roveři - 18 až 24
- Lideri: Vůdci - 24+

Skautské heslo je Gata Oricând, přeloženo jako Vždy připraven. Rumunské podstatné jméno značící jednoho skauta je Cercetaș.
Členský odznak Cercetașii României obsahuje stylizované větvičky jedle.

### Skautský slib
Promit pe onoarea mea să fac tot ce este posibil pentru: a servi patria mea România și credința mea, a ajuta pe aproapele meu în orice moment, a mă supune Legii Cercetașului.

### Skautský zákon
Cercetașul își iubește patria sa, România și pe toți cei care trăiesc in ea

Cercetașul este loial, își respectă cuvântul dat, nu minte, este curat în gând, în vorbă și în faptă

Cercetașul este util și își ajută semenii în orice situație, este un prieten pentru toți și frate cu toți Cercetașii

Cercetașul este econom și cumpătat, este îngăduitor cu alții și sever cu sine, își îngrijește corpul și duce o viață sănătoasă

Cercetașul iubește și ocrotește natura și este bun cu animalele

Cercetașul își respectă și ascultă părinții, șefii si profesorii și este disciplinat în tot ceea ce face

Cercetașul este credincios şi respectă credinţa celorlalţi

Cercetașul este curajos și încrezător în puterile sale, vioi și plin de însuflețire

Cercetașul se străduiește să facă în fiecare zi o faptă bună, oricât de neînsemnată ar părea ea